# Another 700 Miles
Another 700 Miles jest to pierwsza live EP zespołu 3 Doors Down, wydana 11 listopada 2003. Została nagrana na żywo podczas koncertu w Chicago, w trakcie trwania trasy koncertowej promującą płytę Away from the Sun.

## Spis utworów
1. Duck and Run (4:38)
2. When I'm Gone (intro) (1:18)
3. When I'm Gone (4:18)
4. Kryptonite (4:14) (Arnold, Harrell, Roberts)
5. Here Without You (4:11)
6. I'ts Not Me (3:47)
7. That Smell (6:01) (napisana przez Allena Collinsa i Ronniego Van Zanta, a wykonywana przez zespół Lynyrd Skynyrd)